# Baisieux
Baisieux é uma comuna francesa na região administrativa de Altos da França, no departamento do Norte. Estende-se por uma área de 8.68 km². Em 2010 a comuna tinha 4 833 habitantes (densidade: 556,8 hab./km²).